# Watertoren (Delft Wateringsevest)
De watertoren van de stad Delft, in de Nederlandse provincie Zuid-Holland, is gelegen aan een zijtak van de Delftse Schie, voor de Calvé-fabriek in het noorden van de stad. Deze watertoren uit 1895, met een hoogte van 29 m en een waterresevoir van 600 m³, was bedoeld voor de drinkwatervoorziening en werd gebouwd in neorenaissancestijl naar ontwerp van gemeentearchitect M.A.C. Hartman.
In 2002 werd er een prijsvraag gehouden over de toekomst van de watertoren, een rijksmonument. Uit de inzendingen werd het plan om een klimhal te vestigen gekozen. In totaal werden 26 inzendingen ingediend en beoordeeld door een gemeentelijke commissie. Ook de Rijksdienst voor Monumentenzorg, de Welstandscommissie en de Nederlandse Watertorenstichting hebben adviezen uitgebracht.
In 2005 werd de watertoren opnieuw verkocht, omdat het plan voor een klimtoren niet uitvoerbaar was. Nummer twee van de prijsvraag kreeg een kans en er zou een waterwinkel worden opgestart. De watertoren werd vanaf 2007 intern volledig gerenoveerd naar een ontwerp van Rocha Tombal Architecten. 
In 2020 werd de watertoren en het naastgelegen pompgebouw aangekocht door een Delftse ondernemer. In 2021 werden plannen ontwikkeld voor een grootschalige renovatie van het naastgelegen pompgebouw naar ontwerp van DP6 Architectuurstudio, waarna op 7 mei 2022 Kunstcentrum RADIUS opende op deze locatie. Kunstcentrum RADIUS, opgericht door Niekolaas Johannes Lekkerkerk, is een landelijk toonaangevende instelling die zich richt op de effecten van klimaatverandering en het belang van ecologisch herstel door middel van hedendaagse beeldende kunst.
In 2022 werd de vlag van Oekraïne op de watertoren gevlogen, vanwege de Russische invasie.  

## Galerij

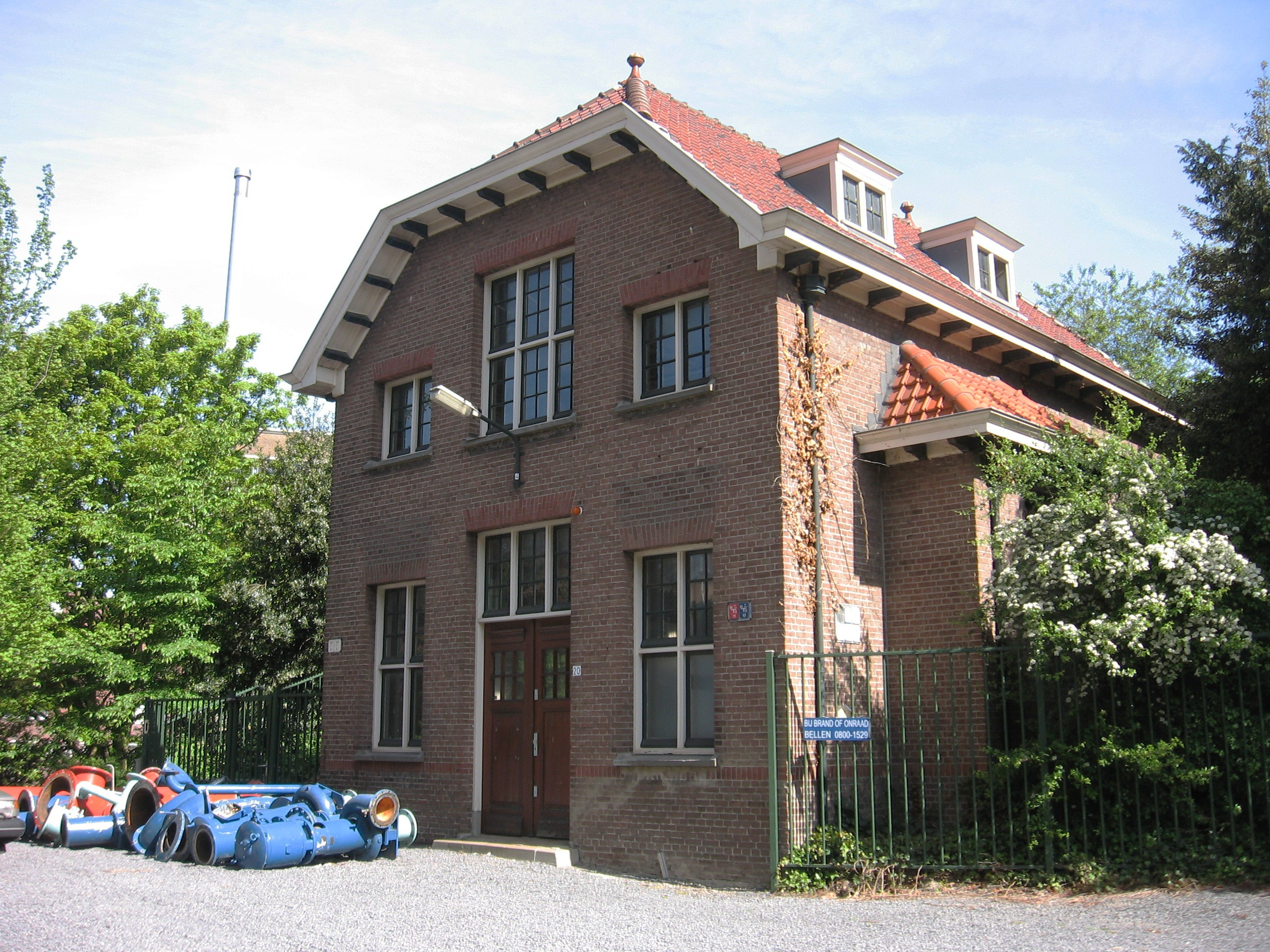
Pompgebouw naast de watertoren, eveneens rijksmonument

Alblasserdam ·
Alphen aan den Rijn
(Hoorn ·
Prins Hendrikstraat) ·
Barendrecht ·
Bergambacht ·
Bodegraven ·
Boskoop ·
Boven-Hardinxveld ·
Brielle ·
Delft
(Wateringsevest ·
Stromingslaboratorium ·
Getijmodellaboratorium) ·
Den Haag ·
Dirksland ·
Dordrecht
(Villa Augustus · DuPont) ·
Dubbeldam ·
Gorinchem ·
Gouda ·
's Gravendeel ·
Hazerswoude-Rijndijk ·
Heinenoord ·
Hellevoetsluis ·
Hillegom ·
Hendrik-Ido-Ambacht ·
Katwijk ·
Klaaswaal ·
Krimpen aan de Lek ·
Kwintsheul ·
Leerdam
(1900 ·
1912 ·
1929) ·
Leiden ·
Loosduinen ·
Maassluis ·
Meije ·
Monster ·
Moordrecht ·
Naaldwijk ·
Nieuw-Lekkerland ·
Noordwijk ·
Oud-Beijerland ·
Ouderkerk aan den IJssel ·
Poeldijk ·
Rijsoord ·
Rijswijk
(Jaagpad ·
Sammersweg) ·
Roelofarendsveen ·
Rotterdam
(De Esch ·
Delfshaven ·
IJsselmonde ·
Mallegat ·
Europoort) ·
Sassenheim ·
Schoonhoven ·
Sliedrecht ·
Slikkerveer ·
Strijen ·
Vlaardingen 
(1885 ·
1895 ·
Nieuwe) ·
Voorburg ·
Voorschoten ·
Wassenaar ·
Zoetermeer ·
Zuidzijde ·
Zwijndrecht